# 73

73(칠십삼)은 72보다 크고 74보다 작은 자연수다.

## 수학
- 21번째 소수다. 앞의 소수는 쌍둥이 소수인 71, 다음 소수는 79다.
  - 셸던 소수다. 73은 21번째 소수이고, 73을 뒤집은 37은 12번째 소수다.
- 피타고라스 삼조의 빗변의 길이이다. ({\displaystyle 48^{2}+55^{2}=73^{2}})[a]
- 두 개의 제곱수의 합이다. ({\displaystyle 3^{2}+8^{2}=9+64=73})

## 과학
- 탄탈럼(Ta)의 원자번호.

## 교통
- 고속도로
  - 주간고속도로 제73호선: 노스캐롤라이나주 엘러비(영어판)에서 그린즈버러까지 이어지는 미국의 주간고속도로.
  - 유럽 고속도로 73호선(영어판): 헝가리 부다페스트에서 크로아티아 오푸젠(영어판)까지 이어지는 유럽 고속도로.
  - 아우토반 73호선: 독일의 고속도로.
- 국도 제73호선
  - 미국 73번 국도: 캔자스주 보너스프링스(영어판)에서 네브래스카주 도슨(영어판)까지 이어지는 미국의 국도.
  - 이란 73번 국도
- 기타 도로
  - 현도 제73호선

## 문화유산
- 대한민국의 국보 제73호: 금동삼존불감
- 대한민국의 보물 제73호: 산청 단속사지 서 삼층석탑
- 대한민국의 사적 제73호: 김해 수로왕릉

## 방송
- 스카이라이프의 NXT 채널 번호.
- 지니 TV의 아시아N 채널 번호.
- B tv의 OCN 채널 번호.
- U+ TV의 ENA 드라마 채널 번호.
- LG헬로비전의 ENA 플레이 채널 번호.
- B tv 케이블의 엣지TV 채널 번호.
- KT HCN의 KBS 스토리 채널 번호.

## 기타
- 날짜: 7월 3일
- 연도: 73년, 기원전 73년
- 타워팰리스 아파트의 최고층은 73층이다.
- 컬링의 경기시간은 양 팀에게 각 73분씩 주어진다.